# Hydraena explanata
Hydraena explanata är en skalbaggsart som beskrevs av Maurice Pic 1905. Hydraena explanata ingår i släktet Hydraena och familjen vattenbrynsbaggar. Inga underarter finns listade i Catalogue of Life.